# Badr ben Abdullah ben Mohammed Al-Farhan
Badr ben Abdullah ben Mohammed ben Farhan Al Saoud, né le 16 septembre 1985 à Riyad, est un homme d'affaires et homme politique saoudien. Il dirige le Saudi Research and Media Group (en) de 2015 à 2018, avant d'être nommé ministre saoudien de la Culture le 2 juin 2018.

## Biographie

### Origines et formation
Né à Riyad en 1985, le prince Badr ben Abdullah ben Mohammed ben Farhan Al Saoud descend d'une branche éloignée de la famille royale saoudienne, les Farhan, dont l'ancêtre commun régna au cours du XVIIIe siècle.
Il est diplômé de l'université du Roi-Saoud, en droit et sciences politiques,. Bien que sa lignée ne descende pas directement du fondateur du Royaume contemporain d'Arabie saoudite, le Prince Badr est proche du prince héritier Mohammed ben Salmane Al Saoud, qui fréquente l'université du Roi-Saoud à la même période.

### Carrière

#### Dans le privé
En décembre 2015, Badr ben Abdullah ben Mohammed ben Farhan Al Saoud est nommé à la tête du Saudi Research and Media Group (SMRG) qui publie les quotidiens Asharq al-Awsat, Arab News et Al Eqtisadiah (en). En septembre 2017, il monte un partenariat avec Bloomberg News pour créer une nouvelle plateforme multicanal d'information continue, Bloomberg Al-Arabiya.
En décembre 2017, il est nommé président du groupe de médias panarabe Middle East Broadcasting Center (MBC Group).

#### Dans le public
En mai 2016, il rejoint le comité de direction l'Autorité générale pour la Culture qui vient d'être créée,.
En juillet 2017, il est nommé gouverneur d'une nouvelle commission consacrée au développement touristique de la province d'Al-'Ula et de ses sites archéologiques, notamment les ruines nabatéennes de Madâin Sâlih. Il développe des accords avec le gouvernement français et l'Institut du monde arabe, lance un programme pour les étudiants de la région, et développe un partenariat avec l'université Harvard pour favoriser la recherche archéologique et scientifique.
Fin 2017, il est identifié comme l'acheteur du tableau le plus cher du monde, le Salvator Mundi de Léonard de Vinci, remporté aux enchères chez Christie's pour une somme record de 450,3 millions de dollars. Peu familier des ventes aux enchères, il est soupçonné d'avoir enchéri au nom du Prince héritier Mohammed ben Salmane. Quelques jours après la vente, l'ambassade d'Arabie saoudite aux États-Unis déclare qu’il était mandaté pour acheter la peinture au nom du département de la Culture et du Tourisme d'Abou Dabi pour rejoindre la collection du Louvre Abou Dabi,,.
En juin 2018, le Roi crée un ministère indépendant pour la Culture, la séparant ainsi du ministère de l'Information et la Communication, et nomme à la tête du nouveau ministère Badr ben Abdullah ben Mohammed ben Farhan Al Saoud qui devient le premier Ministre de la Culture de l'histoire du Royaume,.

## Autres mandats
- Président du comité fondateur de la société Optical Communications Co (OCC)[1]
- Membre du conseil d'administration d'Energy Holdings International (EHI)[4]
- Président du MiSk Art institute[5]